# François de Foix
Pour les articles homonymes, voir de Foix.
François de Foix, né le 10 août 1512 et mort le 5 février 1594, fut évêque d'Aire-sur-l'Adour de 1576 à 1594 et Captal de Buch de 1572 à 1587. Il est issu d'une branche de la famille des comtes de Foix appelée Foix-Candale.

## Biographie
François de Foix naît le 10 août 1512. Il est le fils de Gaston III de Foix-Candale et de Marthe d'Astarac et le neveu de Jean de Foix, archevêque de Bordeaux.
Il succéda à son frère cadet Christophe de Foix comme évêque d'Aire-sur-l'Adour. Il fut aussi abbé commendataire de Saint-Savin-de-Lavedan (1545-1594) et de Saint-Memmie (près de Châlons-en-Champagne).
Il racheta les terres de Cadillac et de Benauges pour les laisser en jouissance à son cousin Henri de Foix.
Le 21 juillet 1591, il fonda la chaire de mathématiques de l'Université Bordeaux-II, et la dota de 2000 écus de pension annuelle. Son titulaire était recruté sur concours public au cours duquel il devait exposer et résoudre deux conjectures géométriques. Le prélat acquit un immeuble pour loger et nourrir gratuitement les étudiants nécessiteux.
Esprit universel, inventeur de mille secrets où la mécanique la plus subtile se fait la servante de la philosophie et des sciences occultes. Traducteur d'Euclide, il dédie à Margot en 1579 la seconde édition de son adaptation de Pimandre l'Hermès Trismégiste. Ce volumineux ouvrage de 745 pages dédié à Marguerite de France, Reine de Navarre, contient non seulement la traduction du Pimandre, mais de très nombreux commentaires théologiques et philosophiques avec maintes références.
L'évêque est aussi l'un des grands pionniers de la haute montagne[citation nécessaire], il a conduit la première tentative d'ascension au pic du Midi d'Ossau.
Son tombeau fut commandé par sa famille au grand sculpteur Pierre Biard.